# Niels Otto Christensen (Landshøvding)
Niels Otto Christensen (* 1. September 1917 in Davos, Schweiz; † 19. September 2003) war ein dänischer Jurist, Beamter, Kammerherr, Landsfoged und Landshøvding von Grönland.

## Leben

### Frühes Leben
Niels Otto Christensen war der Sohn des Mediziners Aage Christian Christensen (1889–1919) und seiner Frau Esther Jerichow (1892–1985). Seine Mutter war die Tochter des Departementschefs Peter Andreas Jerichow (1859–1916) und die Schwester des Brauereidirektors Herbert P. A. Jerichow (1889–1967). Sein Vater starb jung, als Niels Otto gerade einmal rund zwei Jahre alt war. Seine Mutter heiratete daraufhin 1925 den ebenfalls jung verwitweten damaligen Beamten und späteren Richter Hans Anton William Karsten (1888–1975).
Niels Otto Christensen besuchte das Stenhus Gymnasium in Holbæk, das er 1935 abschloss. Anschließend begann er ein Jurastudium an der Universität Kopenhagen, das er 1942 als cand.jur. abschloss. 1945 wurde er als Sekretär bei Grønlands Styrelse angestellt. 1946 wurde er Staatsanwalt am Landesgericht. Am 16. März 1947 heiratete er in Asminderød Birte Kold-Christensen (1919–2010), Tochter des Direktors Waldemar Kold-Christensen (1877–1947) und seiner Frau Sophie Nielsen (1891–1977).

### Zeit als Landsfoged und nachfolgende Jahre in Grönland
1947 wurde er kommissarischer Landsfoged von Nordgrönland. Das Amt des Landsfogeds von Nord- und Südgrönland war seit Kriegsende kommissarisch in Personalunion von Carl Frederik Bistrup Simony übernommen worden, der ab 1947 nur noch in Südgrönland tätig war. Von 1948 bis 1950 gehörte er sämtlichen Unterkommissionen der Grønlandskommission an. Als infolgedessen 1950 das Amt des Landsfogeds abgeschafft und durch einen Landshøvding für ganz Grönland ersetzt wurde, wurde Niels Otto Christensen Bürochef beim Landshøvding. 1951 lud der kanadische Geograf Trevor Lloyd, der während des Zweiten Weltkriegs Kanadas Konsul in Grönland war, Niels Otto Christensen und seine Frau zu einer halbjährigen Reise nach Kanada ein, wo sie die dortigen Inuit besuchten. 1955 ließen sie den jungen US-amerikanischen Wirtschaftsgeografen Donn Haglund bei sich wohnen, der gerade seine Dissertation über die wirtschaftliche Lage Nuuks schrieb und später Vorsitzender des Arctic Institute of North America wurde, woraus eine lebenslange Freundschaft entstand. Durch diese Kontakte war er sehr an der Zusammenarbeit zwischen Dänemark und Kanada in inuitischen Angelegenheiten interessiert. 1955 wurde Niels Otto Christensen zum kommissarischen grönländischen Polizeimeister ernannt. Von 1955 bis 1956 vertrat er Landshøvding Poul Hugo Lundsteen.

### Zeit als Landshøvding in Grönland
1957 zog er mit seiner Frau nach Skodsborg und wurde kommissarischer Bürochef im Grønlandsministeriet. 1962 wurde er schließlich kommissarischer Landshøvdning und im Folgejahr festangestellt. 1965 unternahm er eine Reise in die Vereinigten Staaten, wo er unter anderem Indianerstämme in Colorado und Eskimostämme in Alaska besuchte. Während seiner Amtszeit kam auf Christensens Anraten eine Gesetzesänderung zustande, die den Vorstandssitz des Landesrats vom Landshøvding zu einem zu wählenden Landesratsmitglied wechseln ließ. Somit wurde 1967 Erling Høegh (1924–1993) dessen erster Vorsitzender. 1972 schied er altersbedingt aus dem Amt aus, da 55 Jahre das Höchstalter für Beamte in Grönland war.

### Ehrenämter und Auszeichnungen
Von 1976 bis 1986 war er Direktor des Arktisk Institut. Von 1973 bis 1981 leitete er zudem das Sekretariat für dänische Besitztümer in der DDR im Industriministeriet.
Niels Otto Christensen hatte zahlreiche Ehrenämter inne. Von 1957 bis 1962 war er Mitglied des Gesellschaftsforschungsausschusses Grönlands und von 1958 bis 1962 Mitglied des grönländischen Gesetzesausschusses. Von 1960 bis 1962 gehörte er dem See- und Luftrettungsrat an. Von 1962 bis 1972 war er Mitglied des grönländischen Kirchenrats. Zudem war er Vorsitzender der grönländischen Schuldirektion, der Radioverwaltung und des kommunalen Aufsichtsrats, dazu jahrelang Mitglied des Bildungsausschusses. Er saß in mehreren Aufsichtsräten. So war er von 1963 bis 1967 war er Aufsichtsratsmitglied von Grønlandsfly. Von 1967 bis 1971 war er Aufsichtsratsvorsitzender des Grönländischen Nationalmuseums. Von 1977 bis 1988 war er Vorstandsmitglied in Det Kongelige Grønlandsfond und von 1979 bis 1986 Vorstandsvorsitzender des Rejsegarantifonden. Er gehörte weiteren kulturellen und wissenschaftlichen Organisationen an. Von 1975 bis 1988 war er Vorstandsmitglied in der Dänisch-Kanadischen Gesellschaft. Sein Interesse für Sport sorgte dafür, dass er Obmann von Grønlands Idrætsforbund wurde. Von 1981 bis 1988 war er Mitglied im Rat der Königlichen Dänischen Geografischen Gesellschaft. Dazu war er Mitglied des Comité Arctique International und Ehrenmitglied des Arctic Institute of North America.
1961 wurde er zum Ritter des Dannebrogordens ernannt, 1967 zum Ritter 1. Grades, 1972 zum Kommandeur, 1985 zum Kommandeur 1. Grades und 1987 zum Dannebrogmand. 1981 wurde er von Königin Margrethe II. zum Kammerherren ernannt. Von 1984 bis 1987 war außerdem er Ordensschatzmeister. 2001 erhielt er Dronning Ingrids Mindemedalje.